# Francesco Saverio Mangieri
Francesco Saverio Mangieri, talvolta erroneamente indicato come Maugieri nelle etichette dei dischi (San Pietro al Tanagro, 10 dicembre 1919 – Roma, 7 novembre 2008), è stato un compositore, paroliere e direttore d'orchestra italiano.

## Biografia
Si diploma in pianoforte al Conservatorio di San Pietro a Majella di Napoli, inizia l'attività di compositore nel secondo dopoguerra, affermandosi con Varca lucente (secondo posto al Festival di Napoli 1952, presentata da Domenico Attanasio e Oscar Carboni), Suonno d'ammore (primo posto al Festival di Napoli 1954 nell'interpretazione di Achille Togliani e Tullio Pane) e Ddoje stelle so' cadute (nuovamente secondo posto al Festival di Napoli 1955, cantata da Sergio Bruni e Achille Togliani).
Partecipa al Festival di Sanremo 1954 con Notturno, interpretata da Natalino Otto in abbinamento con Vittoria Mongardi, che si classifica al quarto posto, e ritorna al Festival di Napoli 1957 con Suonno e fantasia, cantata da Nunzio Gallo.
In seguito si dedica anche alla composizione di colonne sonore ed alla scrittura per altri artisti; tra i suoi brani più noti vi è Geppina Gepi, cantato da Totò insieme ad Anna Magnani nel film Risate di gioia di Mario Monicelli (1960), ed inciso anche dal Quartetto Cetra e da Joe Sentieri (con il titolo Geppyna), e Sfere impazzite per Milva.
Alla Siae risultano depositate a suo nome 84 canzoni.

## Discografia parziale
Singoli
- 1964 Joconda/Ciao, ciao, ciao (il treno) (CAM, CA 2545)